# Superpuchar Polski w futsalu
Superpuchar Polski w Futsalu – mecz futsalowy, organizowany nieregularnie od 2004 r. (sezonu 2004/05), w którym udział biorą mistrz Polski i zdobywca Pucharu Polski w sezonie poprzedzającym.

## 2004/2005
| 10 września 2004 19:00 | Clearex Chorzów · Szłapa 2', 25', 25' · Kuchciak 4' · Kasprzyk 46' · Powroźnik 49' | 6:6 (dogr.) k. 3:4(2:2)Szczegóły | Baustal Kraków · 8' Kołodziej · 20' Korczyński · 21' Maksym · 23', 42' Marzec · 47' Filipczak |  |
|                        |                                                                                    |                                  |                                                                                               |  |

## 2006/2007
Holiday Chojnice – zdobywca Halowego Pucharu Polski 2005/06, zrezygnował z rozegrania meczu o Superpuchar Polski, wobec czego jego miejsce zajął finalista tej edycji Pucharu Polski – Jango Katowice.
| 13 stycznia 2007 17:00 | Clearex Chorzów · Kryger 9' · Kusia 28', 32' · Wojtas (s) 39' · Marzec 39' | 5:3(1:1)Szczegóły | Jango Katowice · 13' Kasprzyk · 22' Machura · 24' Polasek | Bielsko-Biała |
|                        |                                                                            |                   |                                                           |               |

## 2007/2008
Mecz odwołany w związku z nieuregulowaną sytuacją prawną Jango Katowice.
| 4 września 2007 20:00 | Jango Katowice | –Szczegóły | Clearex Chorzów | Hala AWF, Katowice |
|                       |                |            |                 |                    |

## 2008/2009
| 18 stycznia 2009 18:00 | P.A. Nova Gliwice · Maksym 1' · Wojtas 34' · Korczyński 38' · Stasiak 40' | 4:0(1:0)Szczegóły | Kupczyk Kraków | Gliwice |
|                        |                                                                           |                   |                |         |

## 2009/2010
| 5 września 2009 18:00 | Hurtap Łęczyca · Sobalczyk 10', 12' | 2:1(2:0)Szczegóły | Akademia FC Pniewy · 23' Franz | Łęczyca |
|                       |                                     |                   |                                |         |

## 2010/2011
Mecz odwołany z powodu rezygnacji Hurtapu Łęczyca z gry.
| 4 września 2010 | Akademia FC Pniewy | –Szczegóły | Hurtap Łęczyca |  |
|                 |                    |            |                |  |

## 2011/2012
| 11 września 2011 14:00 | Akademia FC Pniewy · Stanisławski 12' · Jasiński 27' · Mika 37' | 3:4(1:3)Szczegóły | Wisła Krakbet Kraków · 8' Wołoszyn · 8' Korczyński · 19' Wachuła · 30' Franz | Brzeg |
|                        |                                                                 |                   |                                                                              |       |

## 2012/2013
| 8 września 2013 19:00 | Wisła Krakbet Kraków · Kusia 15' · Wachuła 33' | 2:4(1:2)Szczegóły | Rekord Bielsko-Biała · 11' Franz · 14' Marek · 21' Machura · 25' Szłapa | Kraków |
|                       |                                                |                   |                                                                         |        |

## 2013/2014
| 7 września 2014 19:00 | Rekord Bielsko-Biała · Popławski 13' | 1:4(1:0)Szczegóły | Wisła Krakbet Kraków · 22' Budniak · 26' Wojciechowski · 29' Pater · 35' Dworzecki | Hala pod Dębowcem, Bielsko-Biała |
|                       |                                      |                   |                                                                                    |                                  |